# التنميل (سلوك عند الطيور)

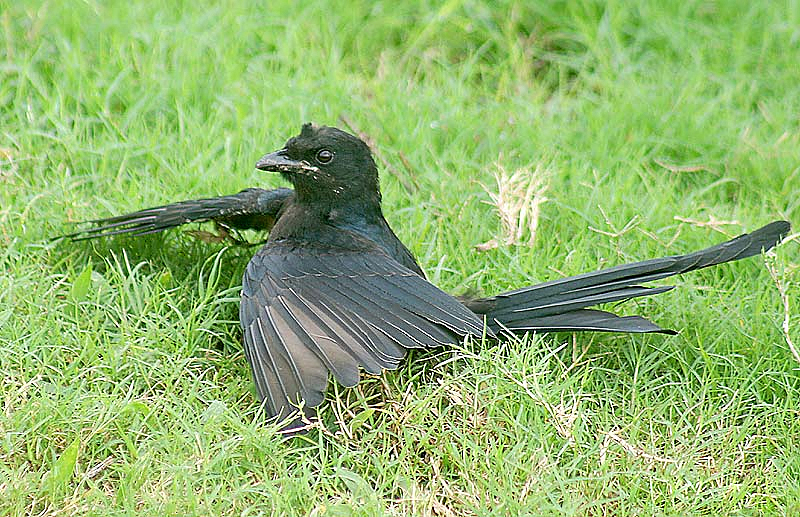
طائر الدرونجو الأسود في خلال عملية التنميل

التنميل ((بالإنجليزية:  Anting)‏) هو سلوك ذاتي عند الطيور حيث تقوم خلاله بفرك أجسادها بواسطة الحشرات، عادة ما تكون النمل، على مناطق مثل الريش والجلد. قد تلتقط الطيور الحشرات بواسطة مناقيرها ومن ثم تفرك بها أجسادها، أو قد يستلقي الطيور في منطقة ذات كثافة عالية بالحشرات وتقوم بحركات شبيهه بتلك التي تقوم بها عندما تستحم بالتراب. الحشرات تقوم بإفراز سوائل تحتوي على مواد كيميائية مثل حامض الفورميك، والتي تكون بمثابة مبيد حشري، مبيد فطريات و مبيد جراثيم. التنميل بصورة أخرى، قد يجعل الحشرة قابلة للأكل عن طريق إزالة الأحماض الكريهة منها. بدلاً من النمل، قد تستخدم الطيور أحيان الدودة الألفية. أكثر من 250 نوع من الطيور عرف عنها انها تمارس التنميل.[بحاجة لمصدر]

## الوظيفة
هناك مقترح بأن سلوك التنميل عند الطيور قد يكون وسيلة للحد من الطفيليات التي تنمو في الريش مثل العث، أو السيطرة على الفطريات والبكتيريا، رغم ان هنالك قلة من الأدلة تدعم تلك النظريات. من الممكن أن استخدام أنواع معينة من النمل قد يشير إلى أهمية تلك المواد الكيميائية التي يصدرونها. بعض حالات التنميل تنطوي على استخدام الديدان الألفية أو يرقة فراشة الهرة (Cerura vinula)،  وهذه أيضاً، من المعروف عنها أنها تطلق مواد كيميائية دفاعية قوية.
اقتراح آخر، استناداً إلى مراقبة طير القيق الأزرق، هو أن الطيور تجعل الحشرات قابلة للأكل من خلال التخلص من أحماضها الضارة على الريش. تبين أن الطيور تظهر سلوك التنميل فقط عندما يمتلك النمل كيس حمضي ممتلئ، وفي الحالات الأخرى عندما أزيل الكيس الحمضي من النمل لأغراض تجريبية كان سلوك التنميل غائباً.
أشير أيضاً إلى أن التنميل على علاقة مع عملية الإنسلاخ، مع ذلك، يمكن أن يعزى هذا السلوك إلى النشاط المتزايد للنمل في فصل الصيف.

## التاريخ
قد وصف هذا السلوك للمرة الأولى بواسطة أروين ستريس مان حيث أطلق عليه Einemsen باللغة الألمانية، وذلك في دورية علم الطيور الألمانية Ornithologische Monatsberichte (المجلد XLIII, الصفحة. 138) وذلك في عام 1935. عالم الطيور الهندي سالم علي قام بتفسير هذه الملاحظة بواسطة ابن عمه همايوم عبدولالي في مجلة جمعية بومباي للتاريخ الطبيعي عام 1936 وتضمنت إشارة إلى ورقة ستريس مان وقام باقتراح ان المصطلح الألماني يمكن أن يترجم للإنجليزية إلى "Anting" (تنميل).

## سلوكيات ذات صلة
الإستحمام بالتراب في تلال النمل قد يعتبره البعض سلوك معادل للتنميل.
بعض الطيور مثل الطائر المرقط الأسود وطائر الفليكر لايقومون بالتنميل فقط، بل يقومون بإستهلاك النمل كجزء هام من غذائهم. بعض الطيور تستلك النمل كغذاء مثل طائر الدوري، طائر النمنمة، طائر الطيهوج وطائر الزرزور.